# Erich Schilling
Erich Schilling (Suhl, 27 februari 1885 - Gauting bij München, 30 april 1945) was een Duitse tekenaar en karikaturist.

## Leven en werk
Erich Schilling werd als vierde kind van de geweerfabrikant Peter August Schilling (1832–1918) en Emma Christiane Pause (1845–1933), dochter van een leraar, geboren. Een ziekte op 12-jarige leeftijd leidde tot een handicap, die hem de militaire dienst bespaarde. Schilling studeerde van 1899 tot 1902 graveerkunst aan de Hochschule für Gestaltung in Schwäbisch Gmünd. In 1903 studeerde hij aan de Kunstschule Berlijn, waar hij tot 1918 woonde.
In 1905 ontstonden de eerste tekeningen voor het aan de SPD gerelateerde Satiretijdschrift Der wahre Jakob. 1907 publiceerde hij voor het eerst een tekening in het weekblad Simplicissimus. In 1918 trok Schilling naar Starnberg bij München en werd deelnemer in de vennootschap die het tijdschrift heruitgaf. Tussen 1907 en 1944 leverde hij 1459 bijdragen aan Simplicissimus.
Schilling ontwikkelde na aanvankelijke experimenten in de jugendstil een eigen stijl voor Simplicissimus, eerst met aan de middeleeuwen herinnerende tekeningen, later met strakke, aan de art deco herinnerende houtskooltekeningen. Hij was naast Karl Arnold de tekenaar onder de vaste medewerkers, die de stijl van de jaren 20 in het tijdschrift bracht. Naast actuele bijdragen creëerde hij vooral maatschappijkritisch werk.
Hoewel hij voor 1933 het nationaalsocialisme bekritiseerde, werd hij later een bewonderaar van de heersende ideologie. Zo ontwierp hij bijvoorbeeld glas het voor een kazerne in Ingolstadt dat de nationaalsocialistische partij verheerlijkte. Schilling pleegde zelfmoord, toen de Amerikaanse troepen Gauting naderden.
Werk van Schilling bevindt zich in de Staatliche Graphische Sammlung in München.